# Sharman Joshi
Sharman Joshi (Hindi: शर्मन जोशी; nacido el 28 de abril de 1979) es un actor de cine y teatro y cantante indio. Ha trabajado en varias producciones teatrales en idiomas inglés, hindi, maratí y guyaratí, aunque es más conocido por trabajar en películas de Bollywood.

## Vida personal y educación
Joshi pertenece a una familia guyaratí de actores y artistas intérpretes. Su padre, hermana y primos actuaban en teatro guyaratí. Su hermana, Mansi Joshi ha aparecido en muchas series de televisión. Joshi está casado con Prerna Chopra, hija del actor Prem Chopra. La pareja tiene una hija, Khyana, nacida en octubre de 2005, y gemelos, Rehan y Varryan, nacidos en julio de 2009.

## Carrera cinematográfica
Hizo su debut en el cine arte de 1999, Godmother.
Ésta fue seguida por Style (2001), producida por N Chandra. La película está ambientada en un colegio siguiendo las travesuras de un par de estudiantes. Style fue seguida con una secuela llamada Xcuse Me (2003), y otras comedias como Shaadi No. 1 (2005).
En 2006 protagonizó en Rang De Basanti. Ese mismo año protagonizó la comedia cinematográfica Golmaal. En 2007 apareció en las películas Life in a... Metro, Dhol y Raqeeb. Al año siguiente se le vio como el personaje Shyam en Hello, la adaptación cinematográfica de la novela de Chetan Bhagat, One Night @ the Call Center. Joshi también desempeñó el papel principal masculino de Siddharth en la película Sorry Bhai! en 2008 y uno de los tres personajes en la película de 2009, 3 Idiots.

## Filmografía
- Allah Ke Banday
- Toh Baat Pakki (2010)
- 3 Idiots (2009)
- Sorry Bhai! (2008)
- Hello (2008)
- Dhol (2007)
- Raqeeb (2007)
- Life in a... Metro (2007)
- Golmaal (2006)
- Rang De Basanti (2006)
- Shaadi No. 1 (2005)
- Xcuse Me (2003)
- Kahan Ho Tum (2003)
- Style (2001)
- Lajja (2001)
- Godmother (1999)

## Premios y nominaciones
Nominado
- 2008: Premio Filmfare al mejor comediante: Golmaal

Ganó
- 2010: Premio IIFA al mejor actor de reparto: 3 Idiots
- 2010: Premio Filmfare al mejor actor de reparto: 3 Idiots